# Saccharomycetes
Saccharomycetes este o clasă din încrengătura Ascomycota și cuprinde un ordin Saccharomycetales (sin. Endomycetales), cu 12 familii și numeroase specii saprofite sau parazite. Ciupercile din clasa Saccharomycetes au un miceliu slab dezvoltat sau pseudomiceliu, iar celule vegetative se înmulțesc prin înmugurire sau fiziune și asce libere (neînvelite) care sunt dispuse solitar sau în lanț. Printre genuri se numără Saccharomyces, Endomyces și Candida.

## Legături externe
- en Tree of Life: Saccharomycetales